# Honda
Honda Motor Company, Ltd. (japonsky: 本田技研工業株式会社; Honda Giken Kógjó Kabušikigajša) je japonský výrobce osobních automobilů, nákladních automobilů a motocyklů.
Honda je největším výrobcem motocyklů na světě a je také největší výrobce samostatných motorů dle objemu produkce. Honda se stala v roce 2001 druhým největším japonským výrobcem automobilů, kdy předstihla v produkci firmu Nissan. V roce 2008 byla Honda 5. největší automobilka na světě měřeno dle celkového objemu produkce.
V roce 1986 Honda zavedla samostatnou automobilovou luxusní značku Acura. Honda se věnuje i jiným oblastem v podnikání, jako například návrhu a výrobě zahradních strojů, lodních motorů, elektro generátorů a dalším výrobkům (sekce Honda Power Equipment). Od roku 1986 se věnuje i oboru uměle inteligence a robotiky, kdy výsledkem výzkumné práce je například robot ASIMO z roku 2000. Také Honda vstoupila do společného podniku s firmou GE v oboru letectví. V roce 2004 společně založili firmu GE Honda Aero Engines a nový letoun HondaJet HA-420 je plánovaný na rok 2011.
Firmu založil ve městě Hamamacu v roce 1948 Sóičiró Honda a v současné době zaměstnává po celém světě 167 231 lidí.

## Současná modelová řada v Česku

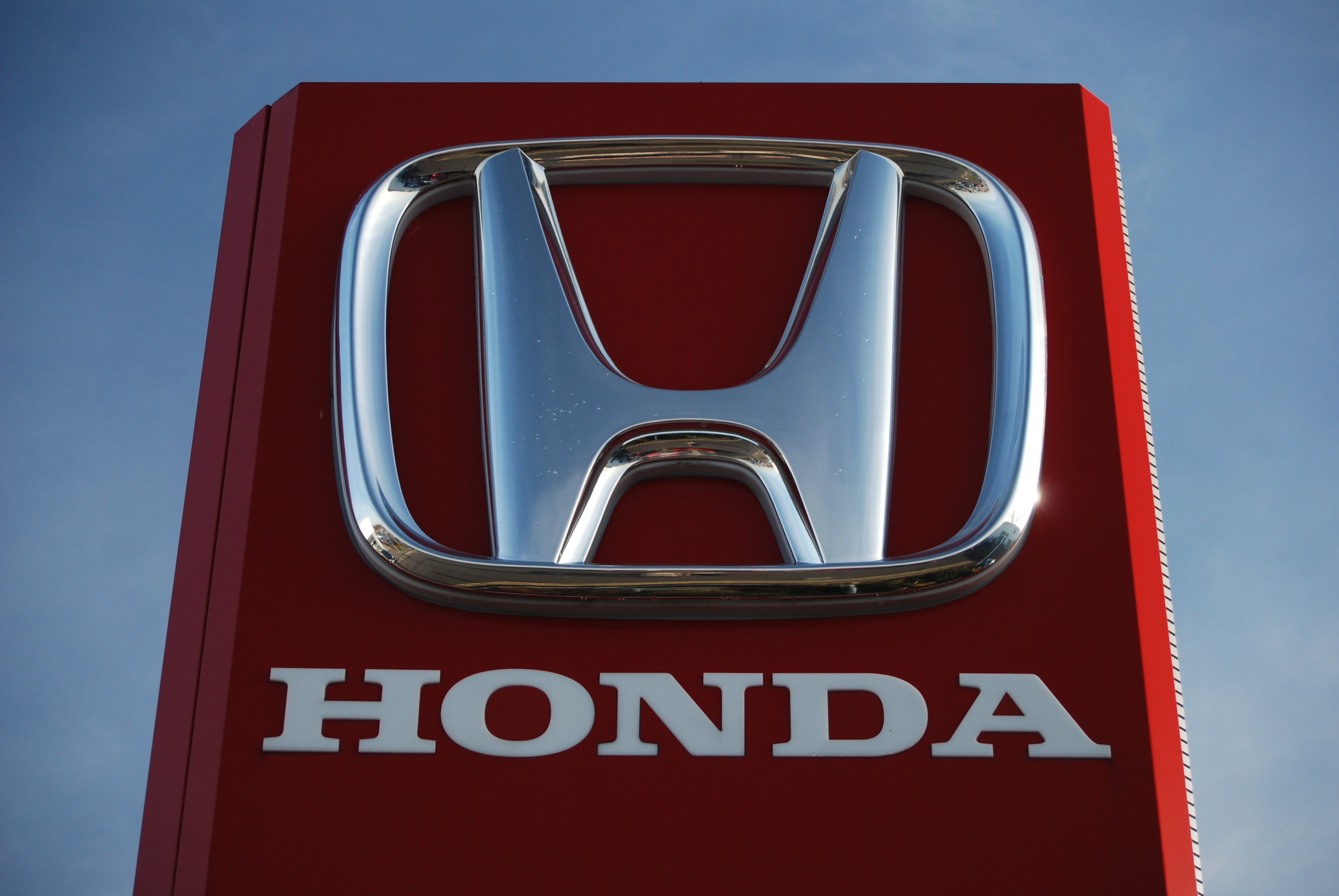
Znak firmy určený pro automobily

| Osobní    | Civic        | Accord       | Jazz    | City | FR-V | Legend |
| Hybridní  | Civic Hybrid | Insight      | CR-Z    |      |      |        |
| Sportovní | Civic Type S | Civic Type R | Prelude |      |      |        |
| SUV       | CR-V         |              |         |      |      |        |

## Úplná modelová řada
Accord, Avancier, Civic, City, CR-V, CRX, FR-V, HR-V, Inspire, Insight, Integra, Jazz, Lagreat, Legend, Life Dunk, Mobilio, NSX, Odyssey, Partner, Pilot, Prelude, Ridgeline, Stepwgn, Stream, Shuttle, S2000

## Nejznámější modely motocyklů

### Supersport
- CBR-1000RR
- CBR-600RR
- CBR-900RR
- CBR-600F
- CBR-125R
- VTR-1000F
- CBR 1100 XX Super Blackbird
- NSR-125R

### Sporttouring
- VFR-800
- VFR-1200F

### Naked
- CBF-250
- CBF-500
- CBF-600
- Honda CB-600F Hornet
- Honda CB-600S Hornet
- Honda CB-750
- Honda CB-900F Hornet
- CBF-1000
- CB-1300
- CB-1300S
- CX-500
- CB-650R Archivováno 16. 5. 2022 na Wayback Machine.
- CBR-650R

### Touring
- GL - modelová řada Gold Wing
- ST 1300 Pan European
- NT 650V Deauville
- NT-700V Deauville

### Chopper
- VT 125C Shadow
- VTX-1300S
- VT-750C Shadow
- VF-750C Magna

### Enduro / Cestovní enduro
- XL-1000V Varadero
- CRF-1000L AfricaTwin
- CRF-1100L AfricaTwin
- XRV-750 AfricaTwin
- XRV-650 AfricaTwin
- XL 750 Transalp 2023/2024
- XL-700V Transalp
- XL-650V Transalp
- XL-600V Transalp
- NX-650 Dominator
- SLR-650
- NX-250 Dominator
- XL-125V Varadero
- XR-125L

### Supermoto
- FMX-650

### Scooter
- FJS-600 Silver Wing
- FJS-400 Silver Wing
- SW-T 600
- SW-T 400
- Forza 125
- Forza 250
- Forza NSS 300
- Forza 350
- Forza 750
- Honda Foresight
- FES-150 Pantheon
- SH-125i
- SH-150i
- SH-300i
- PS125i
- SES-125 Dylan
- ANF-125 Innova
- SCV-100 Lead
- NHX-110 Lead
- NSC110WH Vision
- Honda Zoomer (německé označení Ruckus)
- Honda VTR-250
- PCX-125
- PCX-150

### Off-road
- CRF-450R
- CRF-250R
- CRF-250X
- CR-250R
- CR-125R
- CR-85RB
- CRF-50F
- CRM-80

### 125cm³
- VT 125C Shadow
- CBR-125R
- XR 125L
- XL-125V Varadero
- NSR-125
- CBF-125
- CG-125
- MSX-125
- Wave-110i
- CB-125R